# مرض أديسون
مرض أديسون أو داء أديسون(بالإنجليزية: Addison's disease)‏ المعروف أيضا باسم القصور الكظري الأولي، هو اضطراب نادر في الغدد الصماء على المدى الطويل يتميز بعدم كفاية إنتاج هرمونات الستيرويد الكورتيزول والألدوسترون من قبل الطبقتين الخارجيتين من خلايا الغدد الكظرية (قشرة الكظرية)، مما يسبب قصور الكظرية. تحدث الأعراض بشكل عام ببطء وخبث وقد تشمل ألم البطن، مشاكل الجهاز الهضمي، الدوار عند الوقوف، ضعف، وفقدان الوزن. قد يحدث سواد الجلد أيضا في مناطق معينة. في ظل ظروف معينة، قد تحدث أزمة الغدة الكظرية مع انخفاض ضغط الدم، قيء، ألم أسفل الظهر، وفقدان الوعي. قد تحدث تغيرات مزاجية أيضا. تشير البداية السريعة للأعراض إلى فشل الغدة الكظرية الحاد وهو حالة خطيرة وناشئة. يمكن أن تحدث أزمة الغدة الكظرية بسبب الإجهاد، مثل الإصابة، الجراحة أو العدوى.
ينشأ مرض أديسون من مشاكل في الغدة الكظرية بحيث لا يتم إنتاج ما يكفي من هرمون الستيرويد الكورتيزول وربما الألدوستيرون. في البلدان المتقدمة، غالبا ما تعزى مسببات مرض أديسون إلى الأضرار مجهولة السبب من قبل الجهاز المناعي للجسم، وفي البلدان النامية غالبا بسبب مرض السل. تشمل الأسباب الأخرى بعض الأدوية، عدوى الدم، والنزيف في كلتا الغدد الكظرية. يحدث قصور الغدة الكظرية الثانوي بسبب عدم كفاية هرمون قشر الكظر (ACTH) (الذي تنتجه الغدة النخامية) أو هرمون إفراز الكورتيكوتروبين (CRH) (الذي ينتجه منطقة ما تحت المهاد). على الرغم من هذا التمييز، يمكن أن تحدث أزمات الغدة الكظرية في جميع أشكال قصور الغدة الكظرية. يتم تشخيص مرض أديسون بشكل عام عن طريق اختبارات الدم، اختبارات البول، والتصوير الطبي.
يمكن وصف مرض أديسون بالاقتران مع داء المبيضات المخاطي الجلدي المزمن، قصور الغدة الدرقية المكتسب، داء السكري، فقر الدم الخبيث، قصور الغدد التناسلية، التهاب الكبد المزمن والنشط، سوء الامتصاص، تشوهات الغلوبولين المناعي، الثعلبة، البهاق، الوذمة المخاطية التلقائية، مرض جريفز، والتهاب الغدة الدرقية الليمفاوي المزمن.
يتضمن العلاج استبدال الهرمونات الغائبة. يتضمن ذلك تناول الكورتيكوستيرويد الاصطناعي، مثل الهيدروكورتيزون أو فلودروكورتيزون. عادة ما تؤخذ هذه الأدوية عن طريق الفم. مطلوب علاج بديل الستيرويد المستمر مدى الحياة، مع متابعة منتظمة للعلاج والمراقبة للمشاكل الصحية الأخرى. قد يكون اتباع نظام غذائي غني بالملح مفيدا أيضا لدى بعض الأشخاص. إذا تفاقمت الأعراض، يوصى بحقن الكورتيكوستيرويد ويجب أن يحمل الناس جرعة معهم. في كثير من الأحيان، هناك حاجة أيضا إلى كميات كبيرة من السوائل الوريدية مع سكر الجلوكوز. بدون علاج، يمكن أن تؤدي أزمة الغدة الكظرية إلى الوفاة.
يؤثر مرض أديسون على حوالي 9 إلى 14 لكل 100000 شخص في العالم المتقدم. يحدث في أغلب الأحيان في الإناث في منتصف العمر. قصور الغدة الكظرية الثانوي أكثر انتشارا. عادة ما تكون النتائج طويلة الأجل مع العلاج مواتية. سميت على اسم توماس أديسون، خريج كلية الطب بجامعة إدنبرة، الذي وصف الحالة لأول مرة في عام 1855.

## الأسباب
تُصنّف أسباب قصور الغدة الكظرية على حسب الآلية المُؤدية إلى إنتاج كمية غير كافية من الكورتيزول. وهي خلل في تكوين الغدة الكظرية (لم تتشكّل الغدة بشكل كاف أثناء نمو الجنين)، ضعف توليد الستيرويد (الغدة موجودة ولكنها غير قادرة كيميائياً على إنتاج الكورتيزول) أو تدمير الغدة الكظرية (المرض يؤدي إلى تلف القشرة الكظرية).

### تدمير الغدة الكظرية
هناك عدة أسباب تؤدي إلى تدمير نسيج القشرة الكظرية
- الالتهاب المناعي الذاتي للغدة الكظرية يُشكّل 80% من الحالات في الدول المتقدمة. يقوم الجهاز المناعي بمهاجمة الطبقات الثلاثة من القشرة بواسطة المناعة الخلوية والخلطية، حيث يقوم جسم المريض بإنتاج أجسام مضادة لإنزيم هيدوكسيليز 21 (إنزيم مهم لإنتاج هرمونات القشرة). قد يظهر المرض معزولاً أو جزء من متلازمة المناعة الذاتية متعددة الغدد حيث يعاني المريض أيضاً من سكري النوع الأول وخمول الغدة الدرقية.
- العدوى تُشكل نسبة كبيرة من المصابين في الدول النامية، خاصةً السل. كما أن عدوى فيروس العوز المناعي البشري وداء النسوجات الفطري ممكنها أن تسبب المرض أيضاً.
- متلازمة ووترهاوس-فريدريكسن (التهاب الكظر النزيفي)
- الدرن ونقيلة سرطانية وأورام لمفية

## أعراض وعلامات
تتطور أعراض مرض أديسون بشكل عام تدريجيا. قد تشمل الأعراض تعب، ضعف العضلات، فقدان الوزن، غثيان، قيء، فقدان الشهية، الدوار عند الوقوف، تهيج، اكتئاب، وإسهال. بعض الناس لديهم الرغبة الشديدة في تناول الأطعمة المالحة بسبب فقدان الصوديوم من خلال بولهم. يمكن رؤية فرط تصبغ الجلد، خاصة عندما يعيش الشخص في منطقة مشمسة، وكذلك سواد راحة اليدين، مواقع الاحتكاك، الندوب الأخيرة، حدود الشفتين، والجلد التناسلي. لا تتم مواجهة هذه التغيرات الجلدية في قصور الغدة الكظرية الثانوي والثالثي.
- تغيرات الجلد
  - فرط تصبغ الجلد
  - البهاق
- تغيرات الجهاز الهضمي
  - الغثيان والقيء
  - فقدان الوزن
  - ألم البطن
  - أقل شيوعا ولكنه لا يزال يحدث: سوء التغذية وهزال العضلات
- الاضطرابات السلوكية
  - قلق
  - اكتئاب
  - تهيج
  - ضعف التركيز
- التغيرات في الإناث
  - فقدان أو عدم انتظام الدورة الشهرية
  - فقدان شعر الجسم
  - انخفاض الدافع الجنسي

عند الفحص البدني، يمكن ملاحظة هذه العلامات السريرية:
- انخفاض ضغط الدم
- سواد الجلد (فرط تصبغ الجلد)

### نوبة كظرية
«أزمة الغدة الكظرية» أو «أزمة أديسون» هي مجموعة من الأعراض التي تشير إلى قصور الغدة الكظرية الحاد. إنها حالة طبية طارئة وربما تهدد الحياة وتتطلب علاجا طارئا فوريا. الأعراض المميزة هي:
- ألم شديد مفاجئ في الساقين، أسفل الظهر، أو البطن
- القيء الشديد والإسهال، مما يؤدي إلى الجفاف
- انخفاض ضغط الدم
- إغماء (فقدان الوعي والقدرة على الوقوف)

- نقص سكر الدم (انخفاض مستوى الجلوكوز في الدم)

- الارتباك، الذهان، وتلعثم الكلام

- الخمول الشديد

- نقص صوديوم الدم

- ارتفاع بوتاسيوم الدم
- ارتفاع كالسيوم الدم
- حمى

## التشخيص
يمكن التأكد من الإصابة بمرض اديسون عن طريق قياس معدل الكورتيزول في الدم، حيث تقل القيمة في هذه الحالة عن 5 ميكروجرام في الملليلتر الواحد من الدم. كما يمكن الكشف عن القصور عن طريق اختبار تنشيط الغدة بواسطة الهرمون الموجه لقشر الكظر حيث تفشل الغدة في إفراز كمية الكورتزول الكافية.
ويتم عمل تصوير طبقي محوسب لمشاهدة آثار التكلس في الكظر نتيجة للدرن.
- ظهور طبقة بيضاء والالتهابات داخل الفم.

## العلاج
يعتمد العلاج على تعويض الكورتيزول في الجسم ويتم عن طريق حقن الهيدروكورتزون. ويتم زيادة الجرعة في حالات الضغط النفسي والتوتر كما في العدوى والعمليات الجراحية.
يتم السيطرة على نوبة قصور الغدة الكظرية الحادة عن طريق حقن محاليل الملح والجلوكوز وحقن الكورتيزول في الوريد، علماً بأن التأخير في علاج هذه النوبة الحادة قد يفضي إلى الوفاة.